# دیگو اوچیوزی
دیگو اوچیوزی (انگلیسی: Diego Occhiuzzi؛ زادهٔ ۳۰ آوریل ۱۹۸۱) شمشیرباز اهل ایتالیا است.